# Вишневатский сельский совет (Розовский район)
Вишневатский сельский совет (укр. Вишнюватська сільська рада) — входит в состав
Розовского района
Запорожской области
Украины.
Административный центр сельского совета находится в 
с. Вишневатое.

## Населённые пункты совета
- с. Вишневатое
- с. Беловеж
- с. Вольное
- с. Листвянка